# Act One
Act One ist das Debütalbum der schottischen Progressive-Rock-Band Beggar’s Opera, das 1970 bei Vertigo Records veröffentlicht wurde.

## Musikstil
Act One wurde als Symphonic Rock, Progressive Rock oder Proto-Progressive Rock klassifiziert. Es wurde häufig mit Werken von The Nice und der frühen Phase (Mark-I) von Deep Purple verglichen und manchmal auch als davon „abgeleitet“ bezeichnet. Die Stücke des Albums enthalten viele Elemente des symphonischen Progressive Rock, darunter eine Reihe von Anspielungen auf klassische Musik, wie z. B. bei den Stücken Poet and Peasant und Light Cavalry, die direkte und indirekte Einflüsse von Franz von Suppè und Edvard Griegs Peer-Gynt-Suite aufweisen. Einige Stücke haben an Keith Emerson erinnernde Keyboard-Sektionen mit Orgel und Hammondorgel sowie komplexe Arrangements und längere Suiten, wie bei Raymond’s Road.

## Veröffentlichungen
Das Album erschien 1970 bei Vertigo Records. Das Cover-Artwork stammt von dem surrealistischen Fotografen und Künstler Marcus Keef (Keith MacMillan), der auch schon die Cover für die ersten drei Alben von Black Sabbath gestaltete.
Im selben Jahr veröffentlichte Beggar’s Opera die etwas erfolgreiche Single, „Sarabande“. Diese Stücke waren auf der ursprünglichen LP-Ausgabe des Albums nicht enthalten, wurde aber auf der späteren CD-Neuauflage in mono als Bonustracks mit aufgenommen.

## Titelliste
| Nr. | Titel                                           | Autor(en)                        | Arrangement    | Länge |
| --- | ----------------------------------------------- | -------------------------------- | -------------- | ----- |
| 1.  | Poet And Peasant                                |                                  | Beggar’s Opera | 7:10  |
| 2.  | Passacaglia (Cembalo-Suite in g-moll (HWV 432)) | Marshall Erskine, Virginia Scott | Alan Park      | 7:04  |
| 3.  | Memory                                          | Marshall Erskine, Virginia Scott | Alan Park      | 3:57  |

| Nr.          | Titel          | Autor(en)                                                                     | Arrangement   | Länge |
| ------------ | -------------- | ----------------------------------------------------------------------------- | ------------- | ----- |
| 4.           | Raymond’s Road | Alan Park, Ricky Gardiner, Marshall Erskine, Martin Griffiths, Raymond Wilson | Alan Park     | 11:49 |
| 5.           | Light Cavalry  |                                                                               | Beggars Opera | 11:57 |
| Gesamtlänge: | Gesamtlänge:   | Gesamtlänge:                                                                  | Gesamtlänge:  | 41:57 |

| Nr. | Titel                             | Autor(en)                                                                                     | Länge |
| --- | --------------------------------- | --------------------------------------------------------------------------------------------- | ----- |
| 6.  | Sarabande (Mono, Single von 1971) | Alan Park, Ricky Gardiner, Marshall Erskine, Martin Griffiths, Raymond Wilson, Virginia Scott | 3:32  |
| 7.  | Think (Mono, Single von 1971)     | Alan Park, Martin Griffiths                                                                   | 4:25  |